# Never Mind
Pour l'album du groupe de rock Nirvana, voir Nevermind.
Never Mind est un jeu vidéo de réflexion développé par MC Lothlorien et édité par Psygnosis en 1989 sur Amiga, Atari ST et DOS.
Le joueur contrôle un personnage dans une salle représenté en 3D isométrique qui présente une ou plusieurs images avec des éléments manquants. Le but du jeu est de récupérer les pièces de l'image réparties dans le décor en empruntant des téléporteurs qui permettent d'accéder aux différents pans de murs de la salle et de reconstituer le puzzle avant la fin du temps imparti. Le jeu comprend 250 tableaux.

## Développement
- Concept original : Paul Windett
- Programmation : Stephen Cork
- Graphisme : Neil Thompson
- Bande-son : The Spoon, Tony Williams
- Illustration : Ian Craig (boîte de jeu), Roger Dean (logo)

## Accueil
Dans son numéro de février 1990, Tilt estime :
« Psygnosis a réalisé un jeu de réflexion très original qui surprendra plus d'un joueur. (...) Le concept est intéressant mais si vous n'êtes pas un amateur de casse-têtes ce n'est pas Never Mind qui vous fera aimer le genre. »
- ACE 870/1000 • CU Amiga 49% • Génération 4 92% • Joystick 91% • Tilt 13/20